# Davide Biraschi
Davide Biraschi (Bérgamo, 2 de julio de 1994) es un futbolista italiano que juega como defensor en el Frosinone Calcio de la Serie B.

## Trayectoria

### Grosseto
Comenzó su carrera profesional en el Grosseto. Debutó en la temporada 2011-12 en la Serie B. Estuvo en el club hasta 2015, donde se quedó con el pase en su poder.

### Avellino
En la temporada 2015-16 firmó para el Avellino de la Serie B. Disputó 36 encuentros.

### Genoa
El 31 de agosto de 2016 se oficializa su venta por un monto de 1 600 000 € al Genoa CFC, en el cual firmó un contrato hasta junio de 2021.

## Estadísticas
Actualizado el 1 de septiembre de 2016
| Club                        | Div.                | Temporada           | Liga | Liga | Copas nacionales(1) | Copas nacionales(1) | Copas internacionales(2) | Copas internacionales(2) | Total | Total |
| Club                        | Div.                | Temporada           | PJ   | G    | PJ                  | G                   | PJ                       | G                        | PJ    | G     |
| --------------------------- | ------------------- | ------------------- | ---- | ---- | ------------------- | ------------------- | ------------------------ | ------------------------ | ----- | ----- |
| Grosseto · Italia           | 2.ª                 | 2011/12             | 1    | 0    | 0                   | 0                   | -                        | -                        | 1     | 0     |
| Grosseto · Italia           | 2.ª                 | 2012/13             | 6    | 0    | 0                   | 0                   | -                        | -                        | 6     | 0     |
| Grosseto · Italia           | 3.ª                 | 2013/14             | 14   | 0    | 0                   | 0                   | -                        | -                        | 14    | 0     |
| Grosseto · Italia           | 3.ª                 | 2014/15             | 11   | 0    | 0                   | 0                   | -                        | -                        | 11    | 0     |
| Grosseto · Italia           | Total               | Total               | 32   | 0    | 0                   | 0                   | -                        | -                        | 32    | 0     |
| Avellino · Italia           | 2.ª                 | 2015/16             | 32   | 0    | 2                   | 0                   | -                        | -                        | 34    | 0     |
| Avellino · Italia           | 2.ª                 | 2016-17             | 1    | 0    | 1                   | 0                   | -                        | -                        | 2     | 0     |
| Avellino · Italia           | Total               | Total               | 33   | 0    | 3                   | 0                   | -                        | -                        | 36    | 0     |
| Genoa C. F. C. · Italia     | 1.ª                 | 2016/17             | 0    | 0    | 0                   | 0                   | -                        | -                        | 0     | 0     |
| Genoa C. F. C. · Italia     | Total               | Total               | 0    | 0    | 0                   | 0                   | -                        | -                        | 0     | 0     |
| Total en su carrera         | Total en su carrera | Total en su carrera | 65   | 0    | 3                   | 0                   | -                        | -                        | 68    | 0     |
| (1)Incluye Copa Italia. (2) |                     |                     |      |      |                     |                     |                          |                          |       |       |